# 珠結魚
珠結魚（学名：Tor progeneius）为輻鰭魚綱鯉形目鲤科的其中一種，分布於亞洲印度，體長可達60公分，棲息於多岩石且流速快的溪流。

## 扩展阅读
維基物種上的相關：珠結魚